# Pareumenes sansibaricus
Pareumenes sansibaricus är en stekelart som först beskrevs av Schulz 1905.  Pareumenes sansibaricus ingår i släktet Pareumenes och familjen Eumenidae.

## Underarter
Arten delas in i följande underarter:
- P. s. arabicus
- P. s. flavopetiolatus
- P. s. laetifasciatus
- P. s. laterorufofasciat
- P. s. occidentalis